# Ardrossan Castle

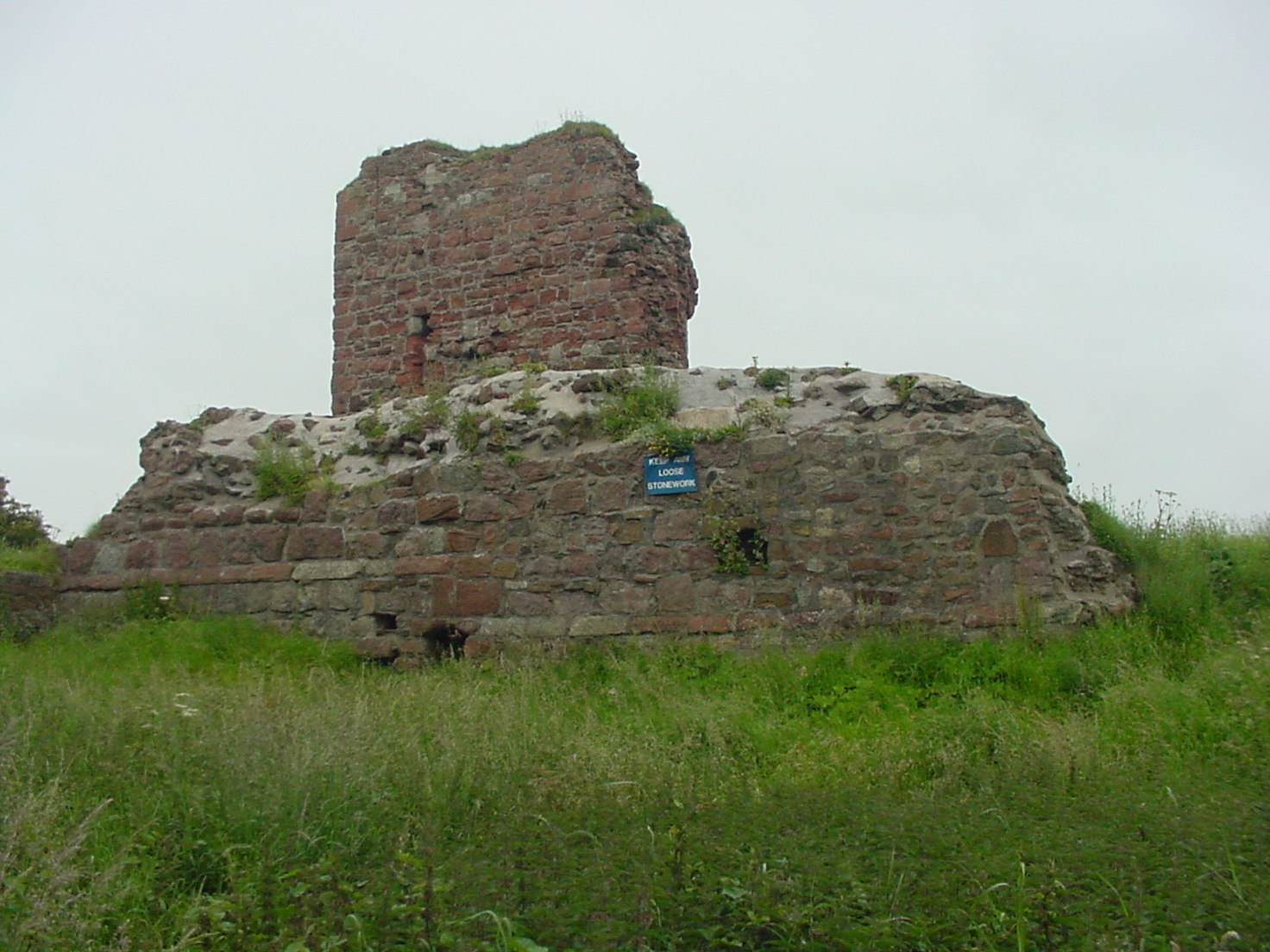
Ardrossan Castle

Ardrossan Castle ist eine Burgruine in der Stadt Ardrossan in der schottischen Grafschaft Ayrshire an der Westküste der heutigen Council Area North Ayrshire. Die Ruine mit Burggraben steht auf einer Hügelkette über der Stadt. Bis heute erhalten sind ein Donjon aus dem 15. Jahrhundert und ein Gewölbe mit Küche und Keller. In einem tiefen Durchgang befindet sich ein Brunnen. Teile des Donjons sind bis in Höhe der Konsolen der Brüstung erhalten, aber es ist eine Ruine. Die ursprüngliche Burg, die dem Clan Barclay gehörte, wurde während der schottischen Unabhängigkeitskriege teilweise zerstört. Dieses Ereignis, während dessen die englische Garnison hingeschlachtet wurde, wird Wallace’s Larder genannt, ein Name, mit dem immer noch die verbleibenden Gewölbe belegt werden. Die Burg wurde im 15. Jahrhundert vom Clan Montgomery wieder aufgebaut, aber dann nicht mehr genutzt und im 17. Jahrhundert von den Soldaten Oliver Cromwells teilweise zerstört. Steine der Ruine nutzten Cromwells Leute zum Bau der Zitadelle von Ayr.

## Geschichte
Ardrossan Castle liegt auf einem felsigen Hügel, der ihm seinen Namen verleiht (Das schottisch-gälische „Ard“ bedeutet im Deutschen „Höhe“ und „Rossan“ bedeutet „Felsvorsprung“.) Die heutigen Ruinen befinden sich an einer Stelle, an der schon eine frühere Burg aus den 1140er-Jahren stand, die dem Clan Barclay gehörte. Im 13. Jahrhundert fiel sie an die Familie Ardrossan.
Die Burgruine ist seit Langem eine besondere Sehenswürdigkeit der Stadt Ardrossan. Sie wird schon in einem Tourbuch von 1847 mit dem Titel Sylvan’s Pictoral Handbook to the Clyde and its Watering-Places von Thomas und Edward Gilks beschrieben. Dort wird die Burgruine als Zeichen regionaler Identität und Subjekt von antiquarischem Interesse bezeichnet, von dem man einen wunderbaren Blick auf das Meer hat. Die Gilks‘ bemerken, dass Adrossan Castle ursprünglich Castle Crags genannt worden sei, aber seinen heutigen Namen erhalten habe, nachdem es in den Besitz der Familie Ardrossan gekommen sei. Zu der Zeit, als der Touristenführer geschrieben wurde, gehörte die Burgruine der Familie Eglintoun und grenzte an einen alten Kirchhof an.

### Spätere Geschichte
Die Burg blieb bis 1648 erhalten, als die Truppen von Oliver Cromwell sie zerstörten und viele Bausteine nach Ayr transportierten, um ein Fort, die Zitadelle von Ayr, zu errichten. Die Ruinen der Burg sind noch sichtbar, befinden sich aber in gefährlichem Zustand.
Die Anlage ist als Scheduled Monument geschützt.

## Legenden
Die Burgruine soll vom Geist des William Wallace heimgesucht werden. Er soll in Sturmnächten durch die Ruinen wandern.
Die Burg ist auch mit dem Teufel verbunden. Sir Fergus Barclay, auch „the De’il of Ardrossan“ genannt, war ein im ganzen Land für sein unglaubliches Können bekannter Reitersmann. Das Geheimnis seines Könnens aber soll ein magisches Zaumzeug gewesen sein, das ihm der Teufel im Tausch gegen seine Seele gegeben haben soll. Aber der Teufel soll von Barclay ausgetrickst worden sein, sodass er ihm seine Seele zurückgeben musste. Außer sich vor Zorn über die Trickserei soll der Teufel die Burg angegriffen und einen Hufabdruck auf den Felsen hinterlassen haben. Sir Fergus Barclay liegt in der Kapelle der Burg begraben, die von der Burgruine aus einige Hundert Meter landeinwärts, weiter den Hügel hinunter, liegt.

## Galeriebilder

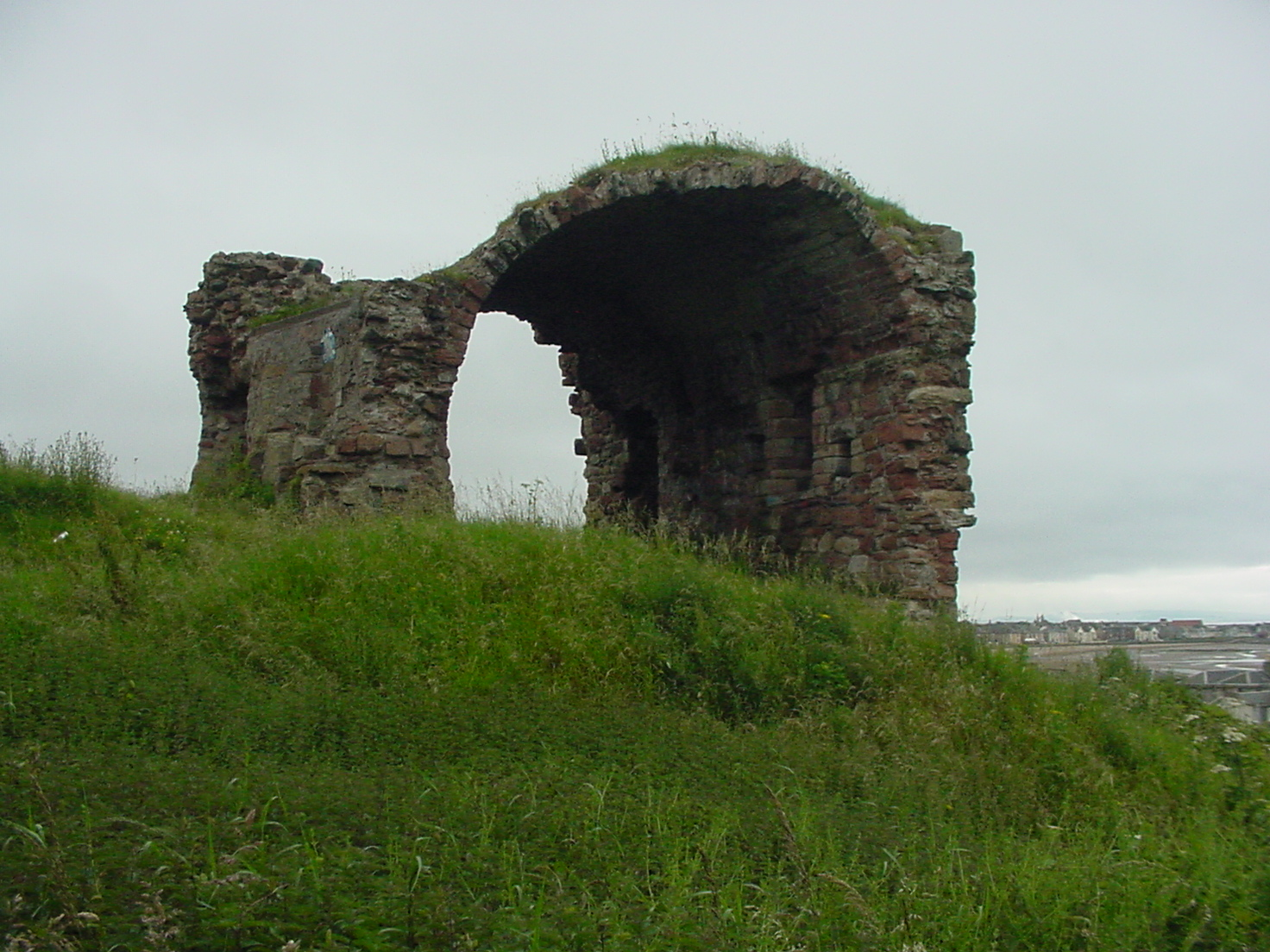
Ardrossan Castle 2002
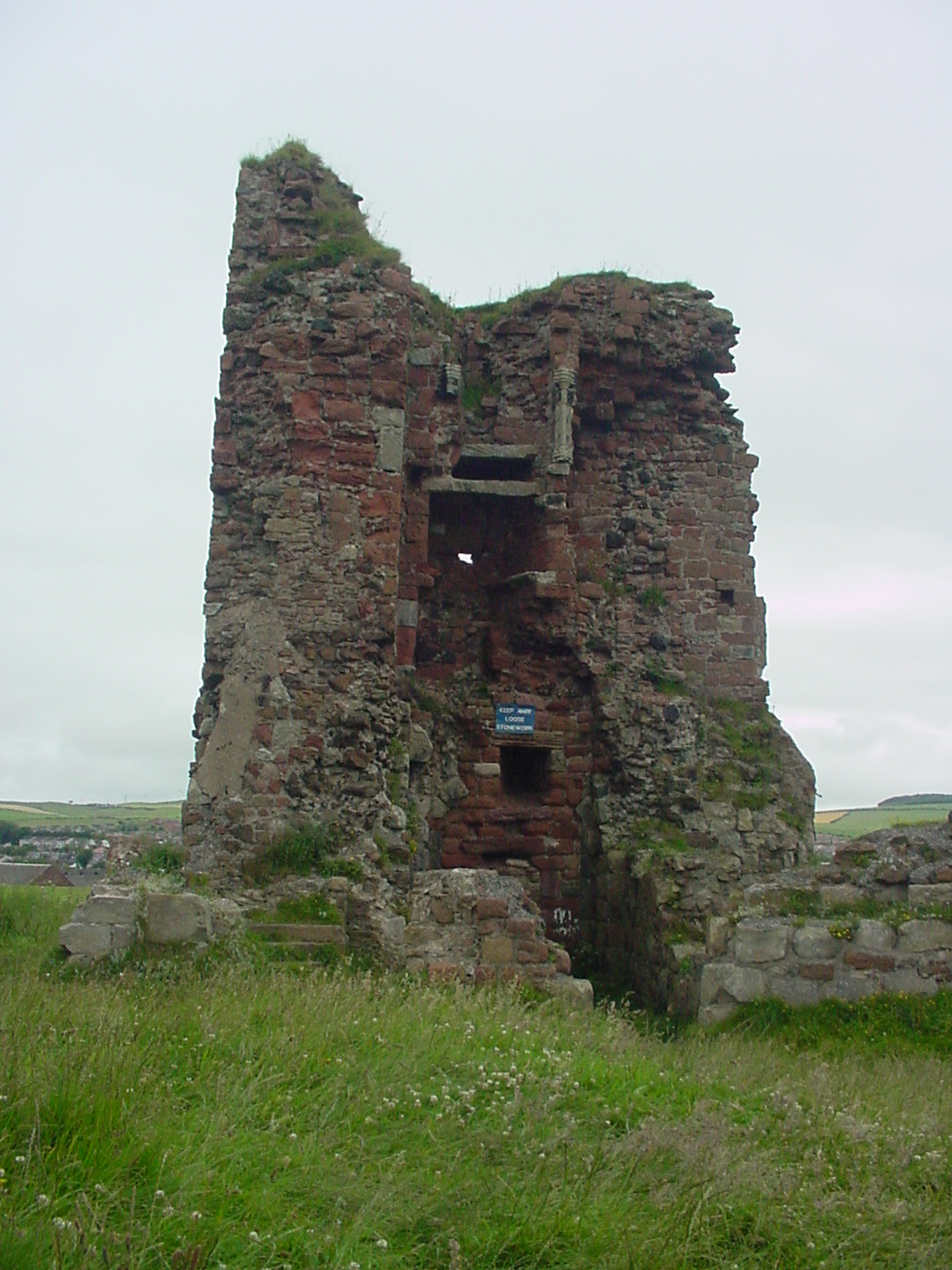
Ardrossan Castle 2002
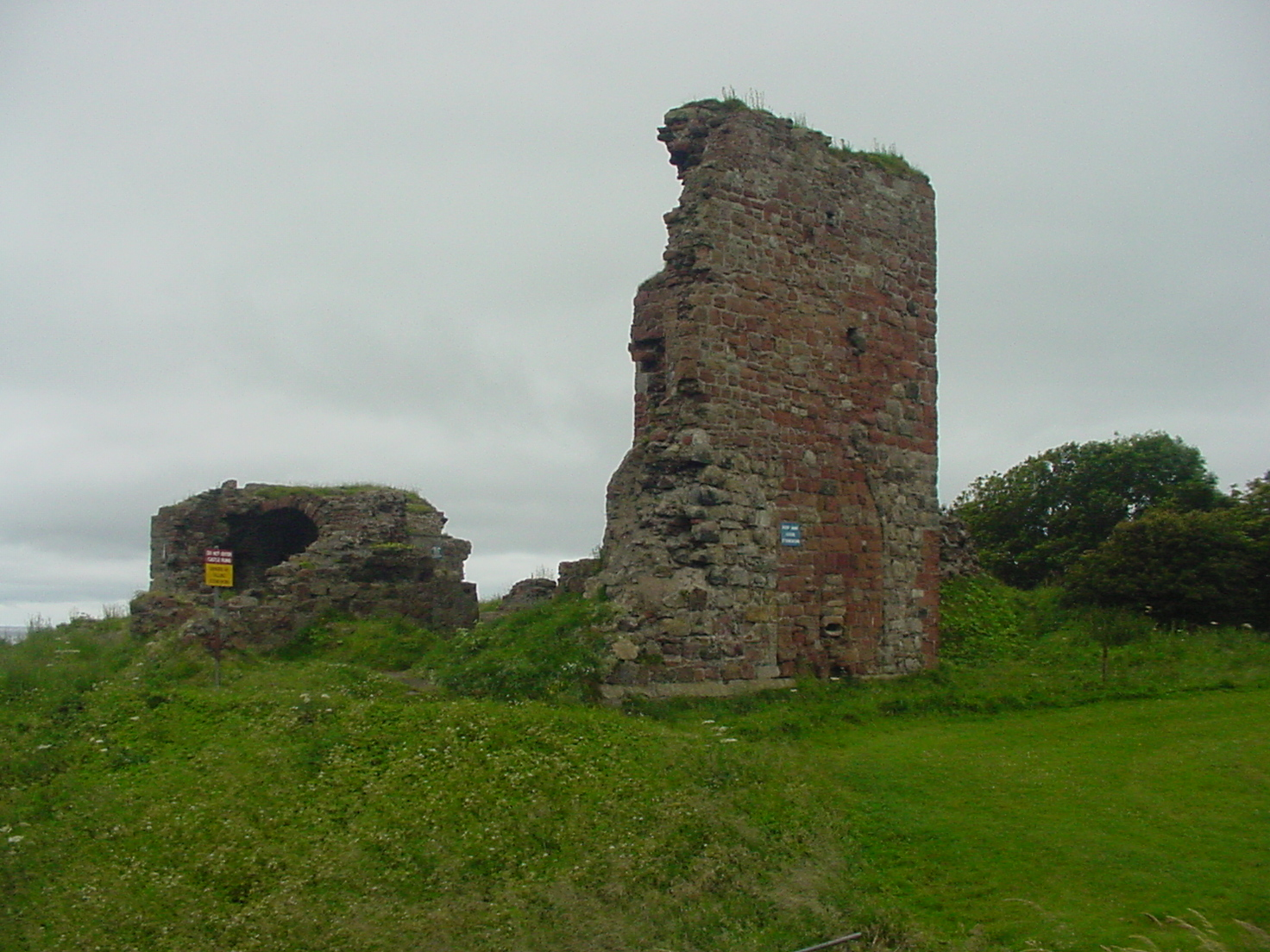
Ardrossan Castle 2002